# Episodi di For All Mankind (quarta stagione)
La quarta stagione della serie televisiva For All Mankind, composta da 10 episodi, è stata resa disponibile a livello internazionale dal 10 novembre 2023 al 12 gennaio 2024, sulla piattaforma Apple TV+.
| nº | Titolo originale  | Titolo italiano        | Pubblicazione    |
| -- | ----------------- | ---------------------- | ---------------- |
| 1  | Glasnost          | Glasnost               | 10 novembre 2023 |
| 2  | Have a Nice Sol   | Buon Sol               | 17 novembre 2023 |
| 3  | The Bear Hug      | La stretta dell'orso   | 24 novembre 2023 |
| 4  | House Divided     | Divisioni interne      | 1º dicembre 2023 |
| 5  | Goldilocks        | Riccioli d'oro         | 8 dicembre 2023  |
| 6  | Leningrad         | Leningrado             | 15 dicembre 2023 |
| 7  | Crossing The Line | Oltrepassare il limite | 22 dicembre 2023 |
| 8  | Legacy            | Eredità                | 29 dicembre 2023 |
| 9  | Brazil            | Brasile                | 5 gennaio 2024   |
| 10 | Perestroika       | Perestrojka            | 12 gennaio 2024  |

## Glasnost
- Titolo originale: Glasnost
- Diretto da: Lukas Ettlin
- Scritto da: Matt Wolpert e Ben Nedivi

### Trama
Nel 2003, la base marziana "Happy Valley" è cresciuta notevolmente. Ed Baldwin è al comando della missione "Kronos", che ha l'obiettivo di spostare un asteroide tramite una navetta per farlo entrare nell'orbita marziana e avviare le operazioni per estrarre le sue risorse minerarie. La missione tuttavia fallisce a causa di un guasto nel meccanismo di aggancio dell'asteroide con la navetta, e Kuznecov perde la vita assieme ad un altro astronauta. Margo Madison vive in Unione Sovietica con il nome di Margaret Reynolds e conduce una vita monotona in attesa di un lavoro come consulente in ambito spaziale. Kelly Baldwin, sulla Terra con il figlio, vorrebbe che suo padre tornasse a casa, ma Ed Baldwin prolunga la sua missione su Marte. Aleida Rosales lavora al Controllo Missione della NASA, ma soffre di attacchi di panico a seguito del trauma causato dall'attentato al centro spaziale, che è stato successivamente ricostruito e rinominato in Molly Cobb Space Center. Miles Dale sostiene un colloquio di lavoro alla Helios per lavorare sulla Luna. Poiché i tempi di attesa sono troppo lunghi per la sua situazione finanziaria, si candida per un impiego su Marte. L'amministratore della NASA Eli Hobson chiede a Danielle Poole di tornare a lavorare e le offre la posizione di nuovo comandante di "Happy Valley". Danielle e Miles si imbarcano sul successivo volo per Marte. Ad "Happy Valley", Ed Baldwin avverte tremori alle mani. Margo, in un parco, viene avvicinata da una donna misteriosa che le dà un biglietto con un numero di telefono, affermando di avere a cuore i suoi interessi.
- Guest star: Jodi Balfour (Ellen Wilson), C. S. Lee (Lee Jung-gil), Lev Gorn (Grigorij Kuznecov), Robert Bailey Jr. (Will Tyler), Shannon Lucio (Amanda Dale), Jorge Diaz (Víctor Díaz), Sean Patrick Thomas (Corey Johnson), Meghan Leathers (Pam Horton), Maša Maškova (Svetlana Zacharova), Vera Cherny (Lenara Catiche), Madeline Bertani (Amber Stevens), Mac Brandt (Tom Parker), Jessica Tuck (Christine Francis), Dave Theune (Tom Gamon), Jay Paulson (col. George Peters), Santiago Veizaga (Javier Díaz).

## Buon Sol
- Titolo originale: Have a Nice Sol
- Diretto da: Lukas Ettlin
- Scritto da: David Weddle e Bradley Thompson

### Trama
Miles giunge su Marte e viene assegnato alle riparazioni della base. Gli alloggi sono angusti, condivisi, sotterranei, le comunicazioni con la Terra sono difficili e il cibo è scadente. La sua prima busta paga include delle detrazioni per le spese relative alle forniture, e risulta inferiore a quello che avrebbe percepito sulla Terra. Anche Danielle giunge alla base assumendo il ruolo di comandante. Danielle chiede spiegazioni sul problema delle telecomunicazioni, causati da un satellite malfunzionante. Ed le riferisce che gli ordini dalla Terra sono di attendere il lancio di un nuovo satellite invece di effettuare le riparazioni, ma lei annulla l'ordine. A Kelly vengono tagliati i fondi per il suo progetto scientifico dedicato alla ricerca di vita su Marte e incontra Aleida, che si è appena dimessa dalla NASA. Assieme decidono di cercare nuovi finanziamenti privati per il progetto. Il morale degli abitanti della base viene risollevato al ripristino delle comunicazioni. Samantha Massey conduce Miles in un bar situato nei livelli sotterranei di "Happy Valley", e conosce Il'ja Brešov. Il'ja, oltre a distillare clandestinamente vodka, gestisce una rete di contrabbando. In Unione Sovietica, Margo nota che in televisione non vengono trasmessi notiziari e che il telefono non funziona. Scesa in strada, si avvicina ad una edicola presso la quale dei cittadini stanno protestando contro la polizia. Al degenerarsi della situazione la polizia interviene e Margo viene arrestata.
- Guest star: C. S. Lee (Lee Jung-gil), Dimităr Marinov (Il'ja Brešov), Myk Watford (Palmer James), Shannon Lucio (Amanda Dale), Jorge Diaz (Víctor Díaz), Rhian Rees (Joanna Chapman), Justice Pate (Isaiah Johnson).

## La stretta dell'orso
- Titolo originale: The Bear Hug
- Diretto da: Dan Liu
- Scritto da: Andrew Black

### Trama
Margo viene trasferita in prigione, e apprende che il politico nazionalista Fëdor Korženko sta organizzando un colpo di stato per rovesciare il governo di Gorbachev, accusato di essere troppo vicino all'occidente. Kelly e Aleida propongono il loro progetto a diverse aziende senza successo, e decidono quindi di incontrare l'ex amministratore delegato di Helios Dev Ayesa, che inizialmente rifiuta la partecipazione al progetto giudicandolo poco remunerativo. Miles propone il suo aiuto a Il'ja e inizia a lavorare per lui nel mercato nero della base. In prigione, Margo viene interrogata duramente sull'identità della donna che le ha dato il biglietto con il numero di telefono, che apparterebbe al direttorato di controspionaggio del KGB, il quale appoggia il colpo di stato. Miles prova a migliorare la macchina usata da Il'ja per distillare l'alcool, ma la sua modifica rompe un componente rendendola inutilizzabile. Per rimediare si introduce nel settore nord coreano della base per rubare un componente di ricambio ma viene scoperto da Lee Jung-Gil. Questi propone a Miles un difficile compito in cambio del suo silenzio: far giungere sua moglie sulla base. Dev incontra nuovamente Kelly e Aleida, e propone di riprendere il controllo della Helios tramite una scalata ostile. Dopodiché Dev promette di finanziare il loro progetto con i fondi della Helios. Margo viene condotta fuori dalla prigione alla presenza della donna misteriosa, Irina Morozova, che le rivela di essere il nuovo direttore della Roscosmos e le offre un posto di lavoro.
- Guest star: C. S. Lee (Lee Jung-gil), Noah Harpster (Bill Strausser), Dimităr Marinov (Il'ja Brešov), Maša Maškova (Svetlana Zacharova), Shannon Lucio (Amanda Dale), Tania Raymonde (Athena), Konstantin Lavysh (ten. Stepan Gura), Nikolai Tsankov (col. Vidor Kolikov), Nick Gracer (Petros Khorenatsi).

## Divisioni interne
- Titolo originale: House Divided
- Diretto da: Dan Liu
- Scritto da: Sabrina Almeida

### Trama
Su "Happy Valley" Vasilij Galkin viene ferito da Svetlana Zacharova a seguito di un'accesa discussione riguardante gli eventi in Unione Sovietica, dove Korženko è diventato il nuovo Presidente. A Svetlana viene data l'ordine di tornare con il primo volo disponibile sulla Terra, dove verrà processata per l'incidente. Danielle e Ed si oppongono, sospettando che il suo sarà un processo politico, e ritenendo le capacità di pilotaggio di Svetlana cruciali per riprendere la missione di spostamento dell'asteroide. Miles ha trovato e inviato a sua moglie una roccia marziana, che viene valutata 5000 dollari da un gioielliere. Il'ja non è tuttavia interessato alla vendita di questi minerali tramite il contrabbando. L'amministratore della NASA Eli Hobson contatta Irina Morozova, a capo della Roscosmos, per risolvere il problema del rimpatrio di Svetlana. Irina sostiene che, secondo il trattato del programma internazionale M-7 di cooperazione della base marziana, l'Unione Sovietica ha il diritto di richiamare in qualunque momento un suo cittadino sulla Terra, mentre Eli ribatte che gli Stati Uniti non acconsentono al trasferimento. Irina minaccia il ritiro dell'Unione Sovietica dal programma M-7 e le tensioni tra le due nazioni aumentano. Margo, che ha iniziato a lavorare per Roscosmos, esamina i rapporti sull'incidente della missione Kronos e scopre che è stato causato da un errore nella progettazione dei bulloni di ancoraggio commesso dall'agenzia russa. Miles non desiste dalla sua idea di raccogliere e vendere ulteriori rocce marziane. Si avventura da solo sulla superficie del pianeta ma precipita in un crepaccio e viene salvato da Samantha Massey. Sulla Terra tra l'Unione Sovietica e gli Stati Uniti viene raggiunto un accordo secondo il quale Svetlana verrà sottoposta a processo in India. Danielle acconsente al trasferimento di Svetlana sulla Terra e si scontra con Ed, che è contrario.
- Guest star: Robert Bailey Jr. (Will Tyler), Goran Ivanovski (Dimitrij Majakovskij), Dimităr Marinov (Il'ja Brešov), Maša Maškova (Svetlana Zacharova), Myk Watford (Palmer James), Eduard Osipov (Vasilij Galkin), Jessica Tuck (Christine Francis), Shannon Lucio (Amanda Dale), Billy Lush (Mike Bishop), Rhian Rees (Joanna Chapman), Kathe Mazur (Katherine Hobson).

## Riccioli d'oro
- Titolo originale: Goldilocks
- Diretto da: Sylvain White
- Scritto da: Jovan Robinson

### Trama
Il telescopio spaziale Paine scopre un asteroide nei pressi di Giove in avvicinamento verso Marte. L'asteroide è molto ricco di metalli, in particolare iridio, che lo rende molto prezioso. Il presidente degli Stati Uniti Al Gore annuncia la scoperta e ordina alla NASA di ideare un piano per catturare l'asteroide, soprannominato "Riccioli d'oro" (Goldilocks in lingua originale). Aumentano nuovamente le tensioni con l'Unione Sovietica, che si sente minacciata in quanto esportatrice di iridio. Una serie di flashback mostrano Danielle che periodicamente porta scorte di cibo a Danny, che era stato esiliato dalla base. Dev decide di andare su Marte, lasciando Aleida a dirigere Helios e portando Kelly con sé in modo che possa addestrare i suoi collaboratori durante il viaggio. Le nazioni membri del programma M-7 iniziano le trattative per una missione congiunta con lo scopo di far entrare l'asteroide in orbita marziana. In un ultimo flashback, Danielle e Ed portano i rifornimenti a Danny, ma lo trovano suicida. Il commercio clandestino di Miles procede, ma viene scoperto da Il'ja. Danielle, venuta a conoscenza dei tremori alla mano di Ed, lo affronta duramente e lo rimuove dal comando.
- Guest star: Casey W. Johnson (Danny Stevens), C. S. Lee (Lee Jung-gil), Lev Gorn (Grigorij Kuznecov), Robert Bailey Jr. (Will Tyler), Goran Ivanovski (Dimitrij Majakovskij), Dimităr Marinov (Il'ja Brešov), Myk Watford (Palmer James), Shannon Lucio (Amanda Dale), Jorge Diaz (Víctor Díaz), Santiago Veizaga (Javier Díaz), Sean Patrick Thomas (Corey Johnson), Anne Beyer (Louisa Mueller), Jessica Tuck (Christine Francis), Larry Clarke (Bill McGann), Thea Andrews (Zoey Chase), Valeri Ross (Malaika Ayesa), Dustin Ingram (Brandt Darby).

## Leningrado
- Titolo originale: Leningrad
- Diretto da: Sylvain White
- Scritto da: Eric Phillips

### Trama
Iniziano in Russia le riunioni del programma M-7 riguardanti l'asteroide "Riccioli d'oro", a cui partecipano Eli Hobson per la NASA, Irina Morozova per Roscosmos e Aleida per Helios. Aleida illustra la pianificazione delle attività per la cattura dell'asteroide, che hanno un costo elevatissimo e impiegherebbero decenni per essere profittevoli. Eli e Irina ritengono il piano inattuabile, ma l'amministratore della NASA suggerisce un piano alternativo, che prevede di far entrare l'asteroide in orbita terrestre invece che in orbita marziana. Questa nuova ipotesi permette di ridurre drasticamente i costi e i tempi, rendendo il progetto realizzabile. Margo propone a Irina di lavorare direttamente con Aleida nella progettazione, anche se questo significa uscire dalla clandestinità e dover spiegare al mondo la sua diserzione. Irina accetta e Margo incontra Aleida, che prova sia felicità che amarezza. Margo viene messa a capo della parte russa del programma. Il'ja cerca di escludere Miles dalla rete di contrabbando, ma grazie all'intervento dei nord coreani, Miles ne prende il controllo. I lavoratori, già scontenti per i duri turni di lavoro richiesti dal nuovo progetto, vengono informati da Ed di nuove e peggiori condizioni contrattuali con la Helios ed organizzano uno sciopero.
- Guest star: C. S. Lee (Lee Jung-gil), Goran Ivanovski (Dimitrij Majakovskij), Dimităr Marinov (Il'ja Brešov), Myk Watford (Palmer James), Jessica Tuck (Christine Francis), Nick Gracer (Petros Khorenatsi).

## Oltrepassare il limite
- Titolo originale: Crossing the Line
- Diretto da: Maja Vrvilo
- Scritto da: Andrew Black

### Trama
Le trattative sindacali si trascinano da 7 giorni, senza successo. I lavoratori, guidati da Ed, non vogliono che l'asteroide venga portato in orbita terrestre, perché perderebbero il lavoro. Danielle cerca invece di portare avanti il piano, che prevede il riavvio della produzione di carburante, necessario alla deviazione dell'asteroide "Riccioli d'oro" verso la Terra, ma il progetto viene boicottato dai lavoratori. Dev, Kelly e suo figlio Alex giungono ad "Happy Valley". Un incidente ai sistemi di produzione di carburante provoca un morto e diversi feriti. Temendo il coinvolgimento dei lavoratori in sciopero, la NASA autorizza la formazione di squadre di sicurezza equipaggiate con armi non letali. Dev offre ai lavoratori, per farli collaborare, diverse concessioni economiche, che vengono accettate da gran parte di loro. Lo sciopero giunge al termine nonostante la contrarietà di Ed e Samantha. Irina invia Margo a Houston, alla guida del gruppo di lavoro russo, con la copertura dell'immunità diplomatica. Dev incontra Ed, e gli propone un suo piano per appropriarsi dell'asteroide.
- Guest star: Robert Bailey Jr. (Will Tyler), Dimităr Marinov (Il'ja Brešov), Myk Watford (Palmer James), Goran Ivanovski (Dimitrij Majakovskij), Jorge Diaz (Víctor Díaz), Santiago Veizaga (Javier Díaz), Billy Lush (Mike Bishop), Tess Lina (Veronica "Ronnie" Hunt), Vinny Chhibber (Ravi Vaswani), Thea Andrews (Zoey Chase), David Bowe (vicedirettore CIA Robert Burks).

## Eredità
- Titolo originale: Legacy
- Diretto da: Maja Vrvilo
- Scritto da: Bradley Thompson e David Weddle

### Trama
Sergej, che lavora negli Stati Uniti come insegnante di fisica, apprende la notizia che Margo è viva e sta tornando nel Paese. Su "Happy Valley" il personale di sicurezza impone diverse restrizioni, come la chiusura dei livelli inferiori e del bar. A Houston viene delineato il piano di cattura dell'asteroide, che prevede una decelerazione dello stesso tramite i motori della navetta Ranger nel momento in cui transita nei pressi di Marte. Il segnale di accensione e di spegnimento dei motori della navetta verrà inviato dai centri di calcolo della Terra. Il piano di Del prevede di inviare alla navetta un segnale diverso che mantenga accesi i motori per un periodo più lungo. Questa maggiore decelerazione dell'asteroide farà in modo che si inserisca in orbita marziana, invece di proseguire verso la Terra. Dev e Ed coinvolgono Samantha, la quale riesce ad essere assegnata all'equipaggio della navetta, e le affidano il compito di sostituire un dispositivo di autenticazione del segnale della navetta. Sergej incontra Aleida e le spiega che fu il KGB, attraverso lo stesso Sergej, a costringere Margo a trafugare il progetto del motore nucleare della NASA. Sergej le chiede di avvicinare Margo e darle un biglietto in codice per potersi incontrare. Dev e Ed, con l'aiuto di altre persone, iniziano ad allestire un centro di comando clandestino in un livello nascosto della base. Sergej incontra Margo, le rivela che Irina era il suo supervisore del KGB, e che è stata lei a orchestrare la loro amicizia.
- Guest star: Piotr Adamczyk (Sergej Nikulov), Myk Watford (Palmer James), Sahana Srinivasan (Nuri Prabakar), Vinny Chhibber (Ravi Vaswani), Tess Lina (Veronica "Ronnie" Hunt), Jessica Tuck (Christine Francis), Rhian Rees (Joanna Chapman), Ely Henry (dott. Seth Razack), Heather Lee (Muriel Bezuchov), Elliott Ross (Maximus Taylor).

## Brasile
- Titolo originale: Brazil
- Diretto da: Sergio Mimica-Gezzan
- Scritto da: David Weddle, Bradley Thompson e Kate Burns

### Trama
Samantha riesce a sostituire il dispositivo di autenticazione a bordo della navetta, in modo da consentire alla squadra di Dev l'accesso da remoto. Kelly prosegue il suo progetto per la ricerca di indizi di vita su Marte. Miles, anch'esso coinvolto nel piano di Dev, convince a Lee ad installare un dispositivo spia per accedere al sistema nord coreano di videosorveglianza della base, ma viene scoperto dal comandante nord coreano Cho Byung-ho. Poiché il dispositivo spia è statunitense, il comandante chiede spiegazioni a Danielle, che inizia ad indagare. Sulla Terra, Margo suggerisce ad Aleida di chiedere aiuto a Sergej nei calcoli orbitali, e Aleida propone di incontrarsi a casa sua in modo clandestino. Sergej chiede a Margo di fuggire assieme in Brasile, ma lei vuole prima portare a termine la missione. Danielle scopre il furto di diverse apparecchiature e lo riferisce a Eli. L'amministratore NASA e Irina giungono alla conclusione che qualcuno vuole interferire con il piano, e attivano un agente della CIA e un agente del KGB, presenti sotto copertura sulla base marziana. Miles viene interrogato duramente dagli agenti dei servizi segreti. Cho indaga e scopre il centro di controllo clandestino di Dev, ma è stordito da Lee. Sulla Terra, Sergej viene ucciso da un agente russo, che inscena un suo suicidio.
- Guest star: Piotr Adamczyk (Sergej Nikulov), C. S. Lee (Lee Jung-gil), Robert Bailey Jr. (Will Tyler), Myk Watford (Palmer James), Vinny Chhibber (Ravi Vaswani), Billy Lush (Mike Bishop), Nikita Bogolyubov (Timur Avilov), Jorge Diaz (Víctor Díaz), Santiago Veizaga (Javier Díaz), Ely Henry (dott. Seth Razack), Tess Lina (Veronica "Ronnie" Hunt), Elliott Ross (Maximus Taylor).

## Perestrojka
- Titolo originale: Perestroika
- Diretto da: Sergio Mimica-Gezzan
- Scritto da: Matt Wolpert e Ben Nedivi

### Trama
L'equipaggio del Ranger, la squadra di Dev e il controllo missione di Houston si preparano per lo spostamento dell'asteroide "Riccioli d'oro". Irina giunge a sorpresa a Houston e Margo chiede ad Aleida di contattare Sergej per avvertirlo di lasciare Houston per la sua sicurezza. Aleida va a trovare Sergej e scopre il suo decesso. Miles, torturato dagli agenti dei servizi segreti, confessa a seguito della minaccia di incriminare sua moglie per il traffico di minerali marziani. Danielle e agenti di sicurezza della base scoprono il centro di controllo clandestino e il piano di Dev. Aleida rivela a Margo il destino di Sergej. Lei sospetta che sia Irina la colpevole. La navetta Ranger riceve il comando dalla Terra e attiva i propulsori per iniziare la decelerazione dell'asteroide. Ed e Dev, che si rifugiano nel settore nord coreano della base, riescono a contattare Samantha a bordo della navetta e le chiedono di disattivare il sistema di controllo dei propulsori della cabina di comando attraverso una rischiosa attività extraveicolare. L'equipaggio della navetta invia Palmer all'esterno per impedire a Samantha di attuare il piano. Nel frattempo, al centro di controllo di Houston, viene ideato l'invio di un aggiornamento software alla navetta Ranger per comandare direttamente i propulsori anche con il controllo di bordo disattivato. All'esterno della navetta Palmer lotta con Samantha per ripristinare il controllo, ma quest'ultima ha la meglio. Margo modifica le istruzioni inviate, che causano il mancato spegnimento dei propulsori e l'inserimento dell'asteroide in orbita marziana. Sulla base Il'ja libera Miles. Gli agenti della CIA e del KGB ricevono l'autorizzazione ad irrompere nel settore nord coreano e si scontrano con la squadra di Dev. Nella concitazione un colpo di arma da fuoco ferisce Danielle e gli scontri si fermano. A Margo viene tolta l'immunità diplomatica e viene arrestata. Lee incontra sua moglie, che è giunta alla base "Happy Valley" assieme ad altri rifugiati nord coreani. Danielle torna sulla Terra. Negli anni successivi, sull'asteroide "Riccioli d'oro" viene costruita la base mineraria intitolata a Kuznecov, assieme a diversi impianti per l'estrazione delle risorse. 
- Guest star: C. S. Lee (Lee Jung-gil), Robert Bailey Jr. (Will Tyler), Dimităr Marinov (Il'ja Brešov), Myk Watford (Palmer James), Vinny Chhibber (Ravi Vaswani), Billy Lush (Mike Bishop), Nikita Bogolyubov (Timur Avilov), Ely Henry (dott. Seth Razack), Goran Ivanovski (Dimitrij Majakovskij), Tess Lina (Veronica "Ronnie" Hunt), Elliott Ross (Maximus Taylor), Nick Gracer (Petros Khorenatsi), Jessica Tuck (Christine Francis), Larry Clarke (Bill McGann), Sean Patrick Thomas (Corey Johnson), Justice Pate (Isaiah Johnson).